# Jan Komasa
Jan Tadeusz Komasa (Poznań, 28 d'octubre de 1981) és un director de cinema polonès, conegut per pel·lícules com Sala Samobójców (2011), Powstanie Warszawskie i Miasto 44 (2014).

## Filmografia

### Curtmetratges
- Fajnie, że jesteś (2003)
- Mary Komasa: Lost Me (2016)

### Pel·lícules
- Oda do radości (2005)
- Spływ (documental) (2007)
- Sala Samobójców (2011)
- Powstanie Warszawskie (documental) (2014)
- Miasto 44 (2014)
- Corpus Christi (Boże Ciało) (2019)
- The Hater (2020)

### Televisió
- Teatr telewizji (sèrie de televisió, episodi Golgota wrocławska) (2008)
- Krew z krwi (sèrie de televisió, segona temporada) (2015)
- Ultraviolet (sèrie de televisió, 5 episodis) (2018)